# Alpi Feltrine
Le Alpi Feltrine sono un massiccio montuoso dolomitico che si trova tra la provincia di Belluno (Veneto) e la provincia di Trento (Trentino-Alto Adige). Prendono il nome dalla città di Feltre rispetto alla quale si trovano a nord. In particolare le Vette Feltrine sono parte delle Alpi Feltrine.

## Classificazione

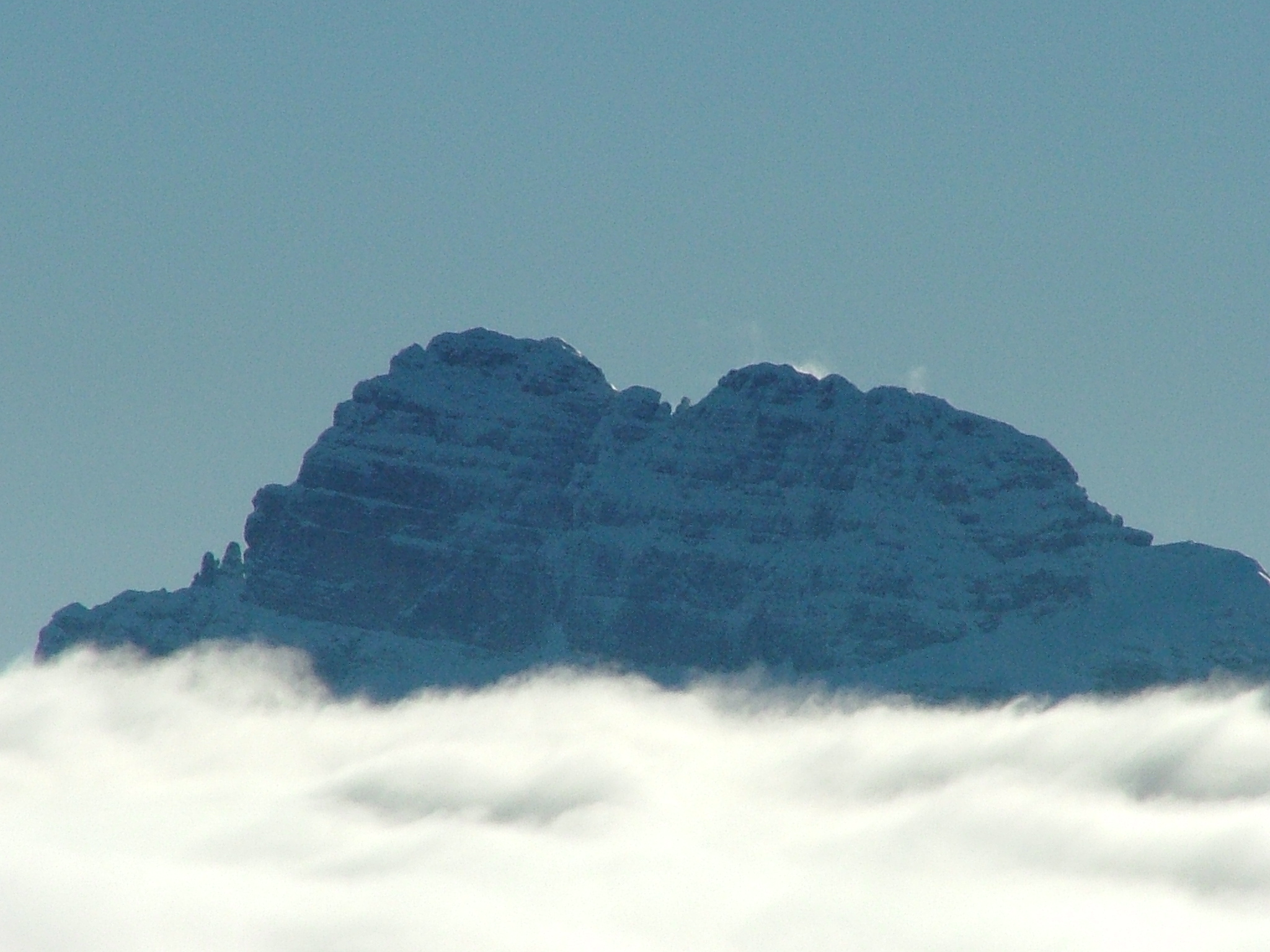
Il Sass de Mura.

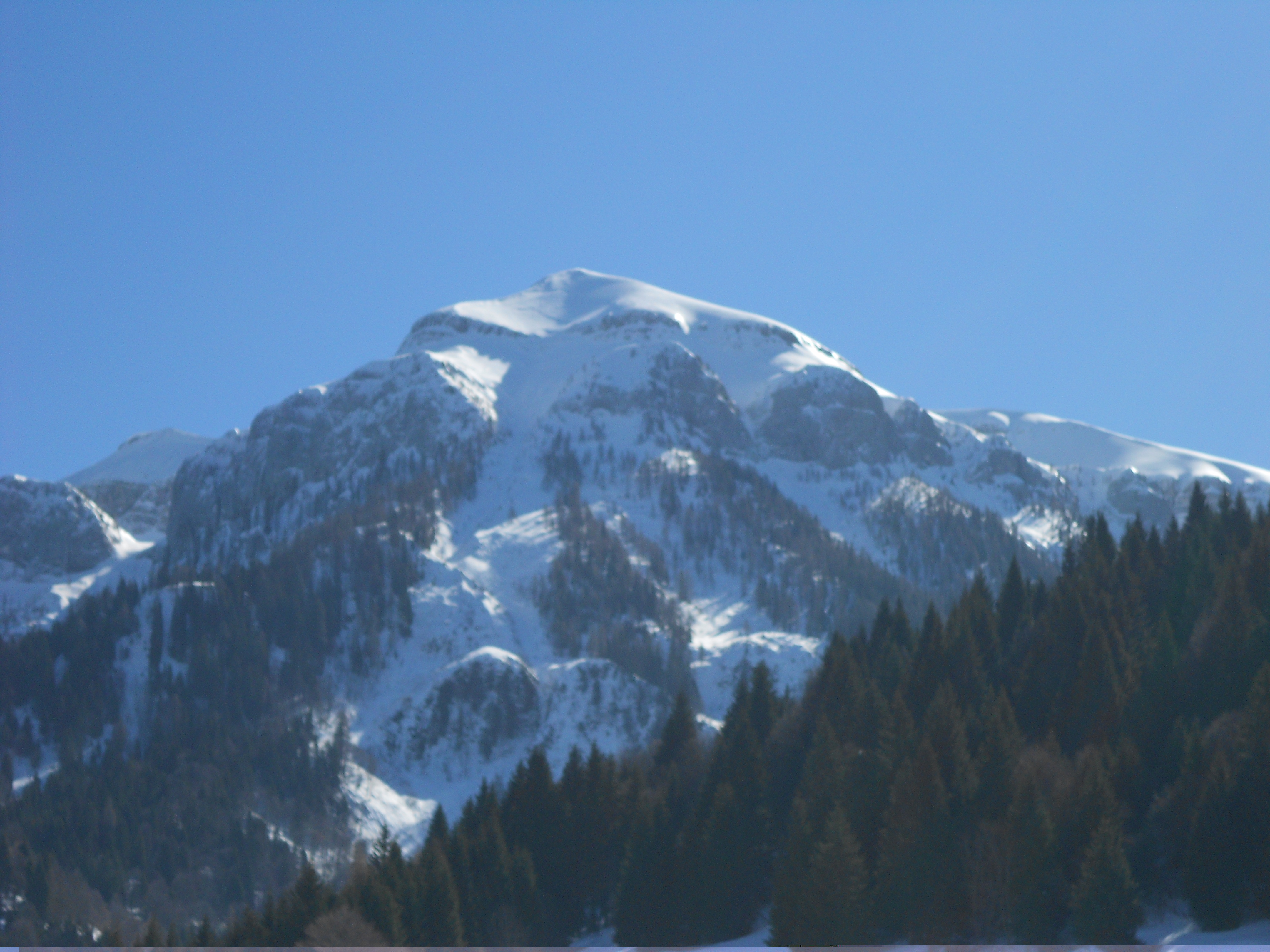
Monte Pavione

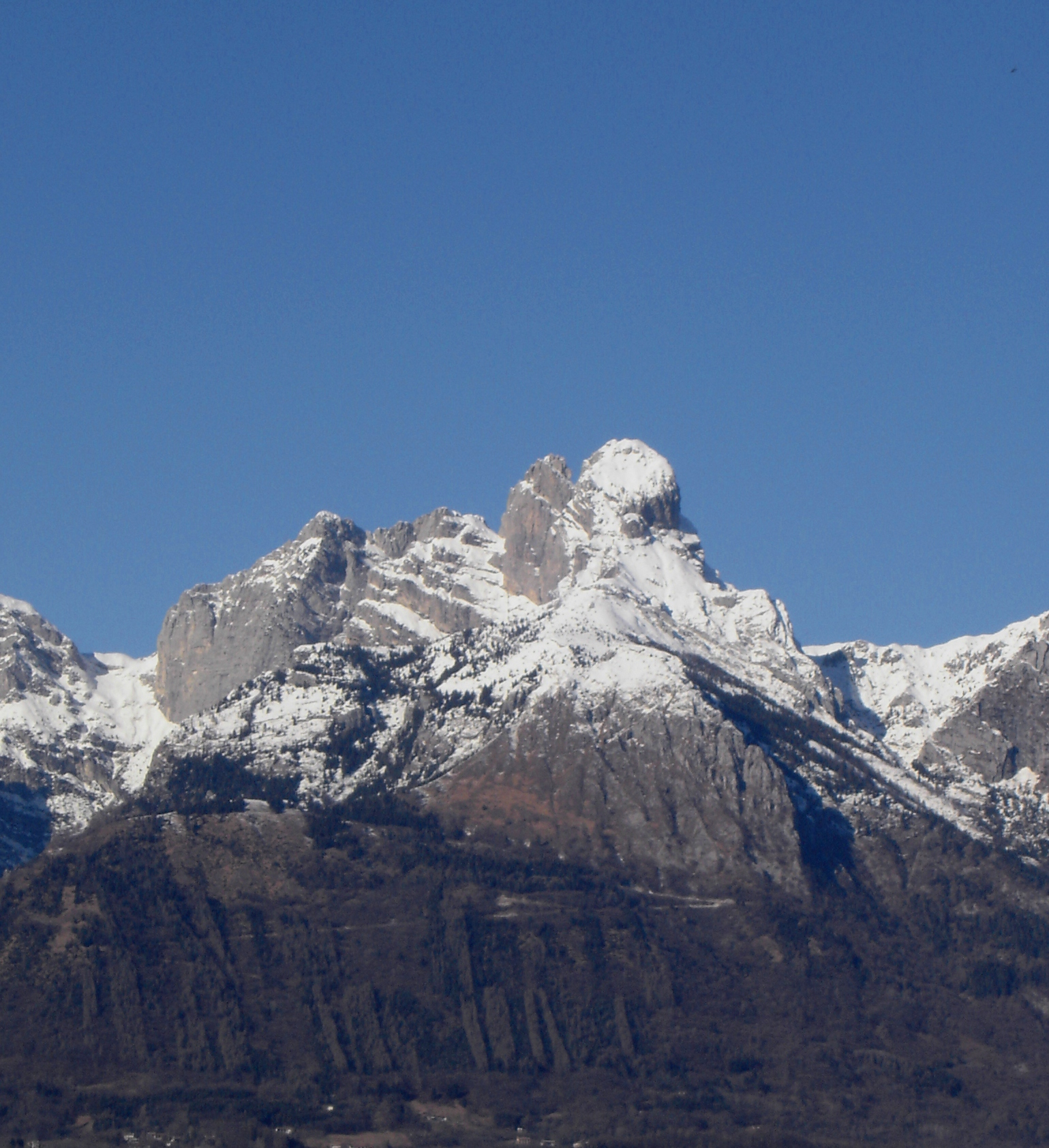
Monte Pizzocco

La SOIUSA le chiama anche Gruppo Pizzocco-Cimonega-Vette, le vede come un supergruppo alpino e vi attribuisce la seguente classificazione:
- Grande parte = Alpi Orientali
- Grande settore = Alpi Sud-orientali
- Sezione = Dolomiti
- Sottosezione = Dolomiti di Feltre e delle Pale di San Martino
- Supergruppo = Alpi Feltrine
- Codice = II/C-31.IV-B

## Limiti geografici
Ruotando in senso orario i limiti geografici sono: Passo Cereda, Valle del Mis, fiume Piave, Sella di Arten, torrente Cismon, Passo Cereda.

## Suddivisione
La SOIUSA suddivide le Alpi Feltrine in tre gruppi e undici sottogruppi:
- Gruppo del Cimonega (3)
  - Creste delle Pale del Palughet (3.a)
  - Nodo del Piz di Sagron (3.b)
  - Massiccio del Sass da Mur (3.c)
- Gruppo del Pizzocco (4)
  - Nodo del Brandol (4.a)
  - Nodo del Monte Agnellezze (4.b)
  - Nodo del Pizzocco (4.c)
  - Nodo del Monte Tre Pietre (4.d)
- Gruppo delle Vette Feltrine (5)
  - Cresta Principale delle Vette di Feltre (5.a)
  - Cresta del Monte San Mauro (5.b)
  - Cresta del Dosso Perazzo (5.c)
  - Cresta del Monte Avena (5.d)

## Vette
- Sass de Mura - 2.547 m
- Piz di Sagron - 2.486 m
- Monte Pavione - 2.334 m
- Pizzocco - 2.187 m
- Monte Brandol - 2.161 m
- Monte Tre Pietre - 1.965 m
- Cima Palughet - 1.950 m
- Monte Agnellezze - 1.502 m